# Yamaguchi Susumu

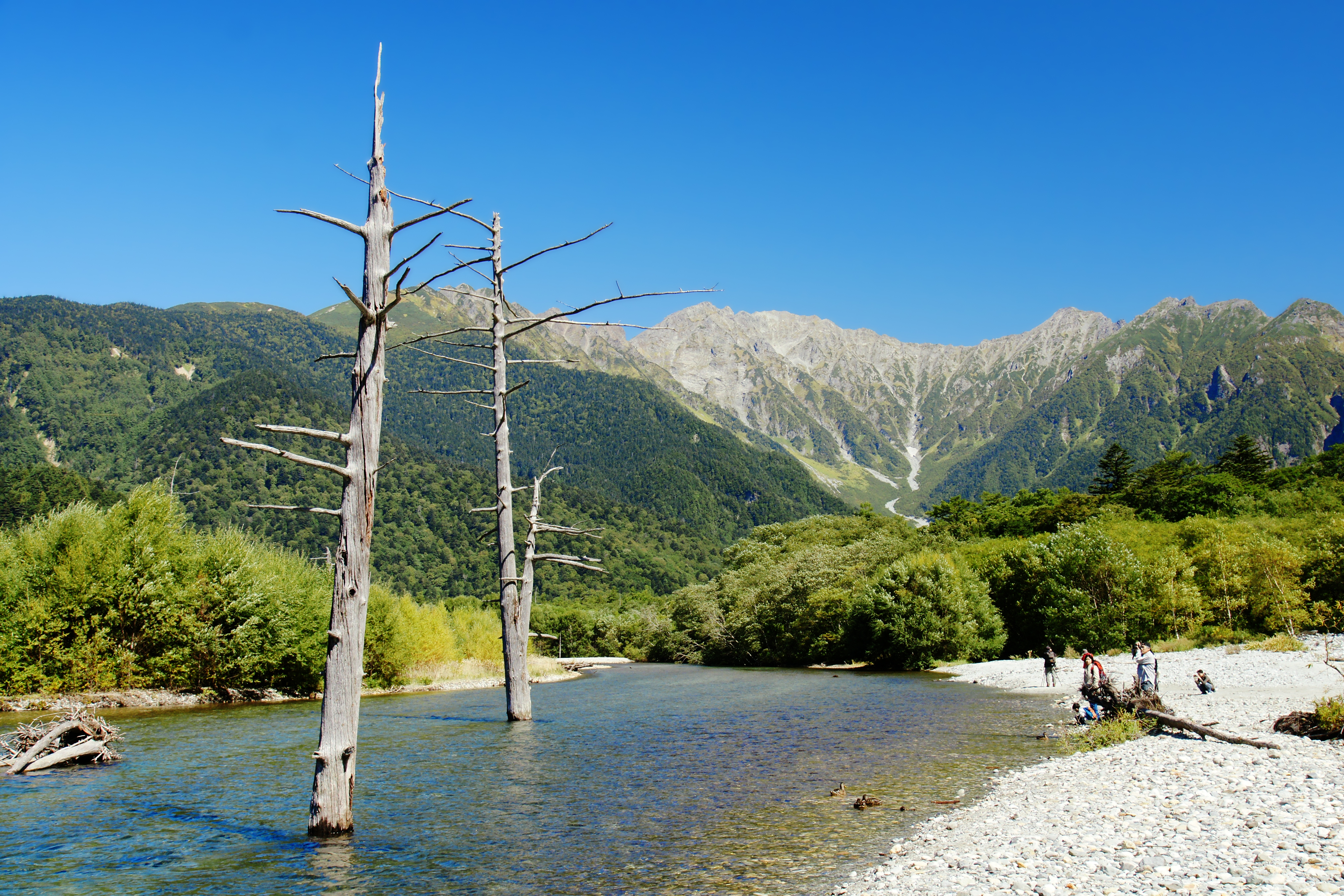
„Taishō-ike“

Yamaguchi Susumu (japanisch 山口 進; geboren 25. Januar 1897 in Minowa, Kreis Kamiina (上伊那郡箕輪町) in der Präfektur Nagano; gestorben 25. November 1983) war ein japanischer Maler und Holzschnittkünstler der Taishō- und Shōwa-Zeit.

## Leben und Werk
Yamaguchi Susumu studierte Malerei an der Ausbildungsstätte „Aoibashi Yōga Kenkyūjo“ (葵橋洋画研究所), dann an der „Nihon Bijutsu Gakkō“ (日本美術学校) und wurde mit einem Bild auf der „Teiten“-Ausstellung angenommen. Er beschäftigte sich auch mit Holzschnitten und beteiligte sich 1931 an der Gründung der „Japanischen Gesellschaft für Holzschnitt“ (日本版画協会, Nihon Hanga Kyōkai) und der „Japanischen Gesellschaft für kreativen Holzschnitt“ (日本創作版画協会, Nihon Sōsakuhanga Kyōkai) und wurde Mitglied der Künstlergemeinschaft Shun’yōkai (春陽会). 1934 sandte er 49 Drucke mit auf eine Tour durch Europa, die von der Gesellschaft für Holzschnitt organisiert worden war. Alle Drucke wurden verkauft: das war der Anstoß, sich ganz dem Holzschnitt zuzuwenden. – 1936 nahm er an dem Kunstwettbewerb anlässlich der Olympischen Spiele in Berlin mit den Beiträgen „Hammerwurf“ und „Frauen-Kugelwerfen“ teil. Seine Beiträge wurden jedoch nicht prämiert.
Nach dem Pazifikkrieg kehrte er in seine Heimat in der Nagano-Präfektur zurück und wählte die Natur zu seinem Thema. Er betrieb dort Landwirtschaft und unterrichtete Kinder im Zeichnen.
Beispielhaft für seine Arbeiten ist die Sammlung „Kiso-Komagadake auf dem Pferderücken“ (木曾駒ケ岳馬の背; Kiso-komagadake – Uma no se). Weitere Drucke sind „Taishō-ike“ (大正池) und „Berg Hodaka bei Tagesanbruch“ (穂高山の夜明け, Hodakayama no Yoake). Yamaguchi schuf auch Plakate und zahlreiche Exlibris.